# Arroyo de las Vacas (Río Uruguay)
El arroyo de las Vacas es un pequeño curso de agua uruguayo, ubicado en el departamento de Artigas, perteneciente a la cuenca hidrográfica del río Uruguay.
Nace en la Cuchilla Guaviyú, y discurre con rumbo oeste hasta desembocar en el río Uruguay.